# Akarova
Akarova, artiestennaam van Marguerite Acarin (Sint-Joost-ten-Node, 30 maart 1904 - Elsene, 24 juni 1999), was een Belgische avant-garde danseres en kunstenares.

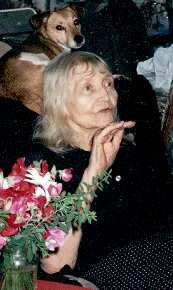
Acarin op 93-jarige leeftijd

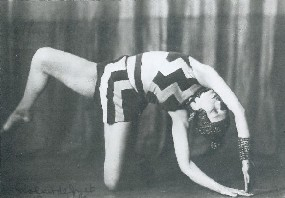
Akarova

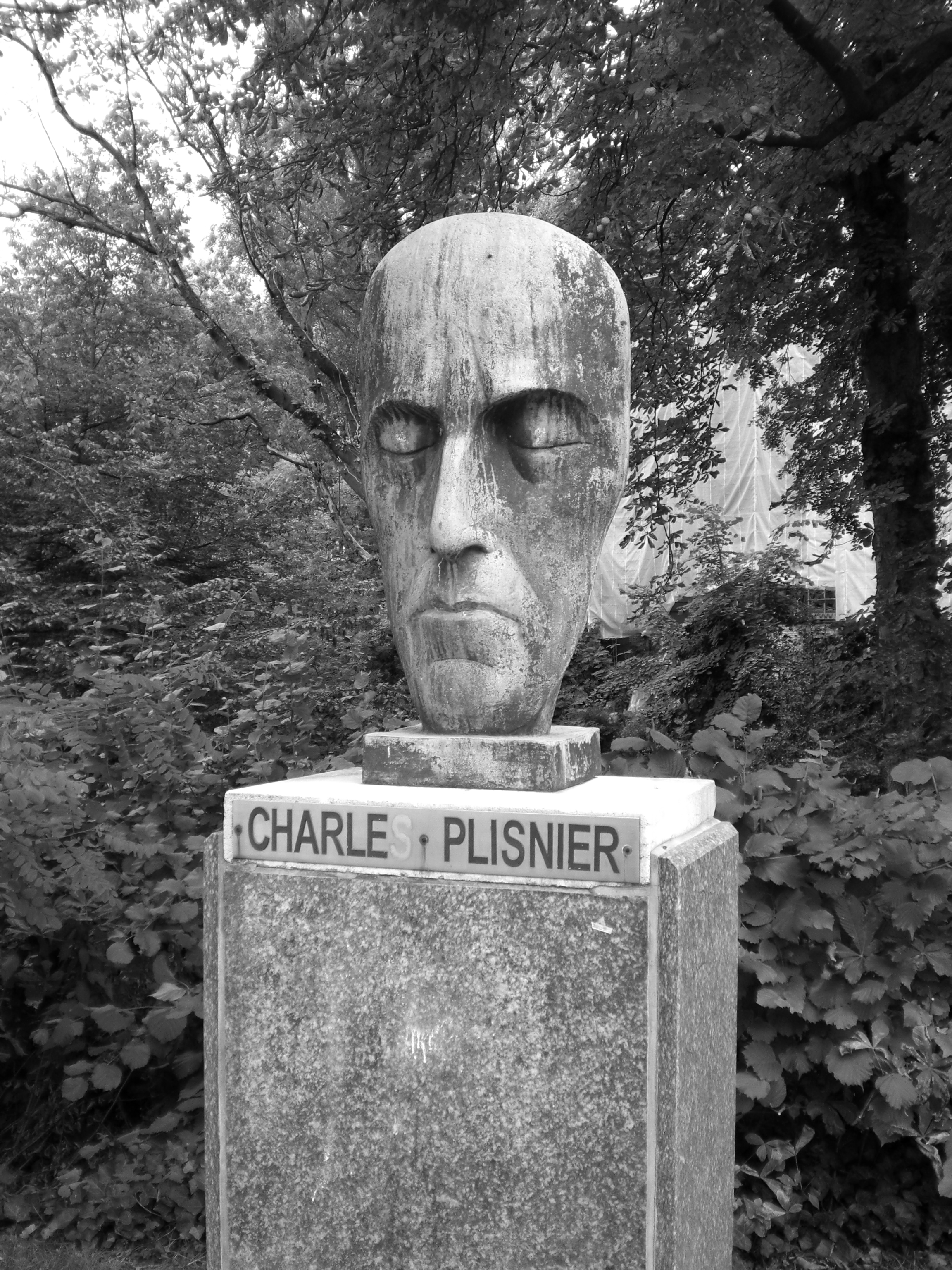
Buste van de schrijver Charles Plisnier, werk van Akarova

## Levensloop
Op dertienjarige leeftijd ging Marguerite Acarin lessen zang, piano en dans volgen. Ze werd een leerlinge van de Émile Jaques-Delcroze en ging vervolgens aan de slag bij het ballet van de Opera in Antwerpen, waar ze kort nadien al opstapte wegens een conflict met de balletmeesteres. In 1922 volgde ze een reeks conferenties van Raymond Duncan, broer van Isadora Duncan, en kwam zo in de avant-garde kunstwereld terecht. Ze ontmoette er de kunstenaar Marcel-Louis Baugniet, met wie ze in 1923 trouwde, en met wie ze ook na hun scheiding in 1928 bleef samenwerken. 
Vanaf 1926 gaf Acarin de zang op en verliet ze het klassieke ballet voor de moderne dans, in de stijl van de Ballets Russes, op muziek van onder meer Stravinski en Ravel. Baugniet bedacht de Russisch klinkende artiestennaam Akarova. 
Vanaf 1931 was Akarova, op vraag van Henry Van de Velde, lerares dans aan de nieuwe kunsthogeschool La Cambre, naast onder anderen dramaturg Herman Teirlinck en architect Jean-Jules Eggericx.
Van 1935 tot 1939 was Akarova getrouwd met de kunstcriticus en mecenas Louis Lievens. Dankzij hem opende in 1937 de Akarova-zaal in Elsene, naar een ontwerp van Eggericx, waardoor Akarova totale controle kreeg over de scenografie van haar dansstukken. Sinds 1957 worden er geen opvoeringen meer georganiseerd, maar de zaal in art-decostijl is beschermd sinds 1992.
Vanaf 1937 begon Akarova, die voordien reeds haar kostuums en decors ontwierp, zich toe te leggen op de beeldhouw- en schilderkunst. Na de sluiting van haar theater werd ze voltijds beeldend kunstenares.

## Filmografie
In 1991 realiseerden kunstenares Ana Torfs en grafisch vormgever Jurgen Persijn het videoportret Akarova & Baugniet/L'entre-deux-guerres (Ana Torfs en Jurgen Persijn, 1991). Het portret roept aan de hand van getuigenverslagen en archiefmateriaal de levensloop op van zowel Akarova als Marcel-Louis Baugniet, en plaatst hun leven en werk als kunstenaar in de context van de Belgische avant-garde uit het interbellum. Als studenten in het derde jaar film en video aan Sint-Lukas, Brussel hadden ze eerder ook al de vijf minuten durende kortfilm Une journée avec Madame Akarova (Ana Torfs en Jurgen Persijn, 1989) gemaakt.
In 1991 maakte ook Michel Jakar een videodocumentaire over Akarova: J'aurais aimé vous voir danser ... Madame Akarova (Michel Jakar, 1991). In de video komen zeven jonge choreografen/dansers (Michèle Noiret, Marc Vanrunxt, Patricia Kuypers, Nicole Mossoux, Michèle Anne De Mey, Marie Chouinard en Karine Saporta) samen met Akarova  in de Akarovazaal.

## Op zoek naar Akarova

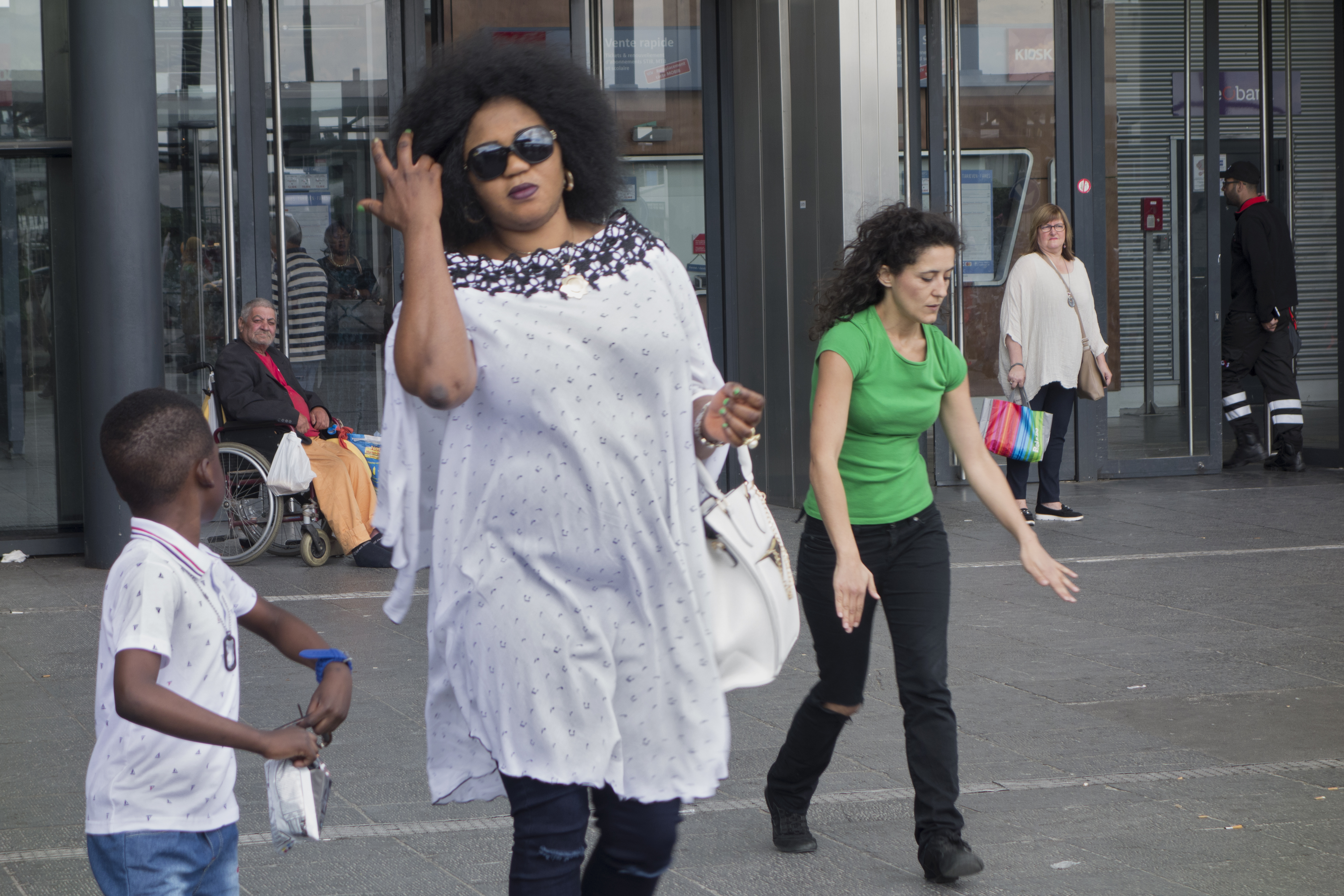
Opvoering van 'Visions of Miles' in het kader van het project 'Op zoek naar Akarova' aan het Weststation / Gare de l'Ouest, Sint-Jans-Molenbeek / Molenbeek-Saint-Jean. Choreografen: Johanne Saunier, Ine Claes. Muziek: Miles Davis. Performer: Ine Claes.

Van 30 april tot 11 juni 2017 organiseerde Ballets Confidentiels, een samenwerkingsverband van de choreografen/danseressen Johanne Saunier en Ine Claes, het project Op zoek naar Akarova. In die periode verzorgden ze iedere zondag en telkens op een andere locatie in Brussel een korte dansperformance. Het parcours van de verschillende locaties was geïnspireerd op het leven van Akarova en omvatte het Madouplein (Sint-Joost-ten-Noode), de Museumstraat (Brussel), het Koninginneplein (Schaarbeek), het Park Pierre Paulus (Sint-Gillis), het Akarovaplein / de Brigitinnenstraat (Brussel), de Kapellemarkt (Brussel), het Weststation (Sint-Jans-Molenbeek) en de Akarovastraat (Elsene). Naast Johanne Saunier en Ine Claes namen ook de danseres Guida Inês Mauricio, het muzikale duo Different Fountains en de drummers Joâo Lobo en Mathieu Calleja aan het project deel. Ine Claes zei over het project: "Er is het probleem dat je niets van Akarova kunt zien. Ze was desondanks iemand waar men niet om heen kan, die voor die tijd iets heel anders presenteerde, allesbehalve conventioneel. Wij proberen vandaag hetzelfde te doen, bijvoorbeeld door hedendaagse dans te brengen op een cafétoog. Wij delen ook haar bijzondere band met muziek. In de jaren dertig stond muziek nog steeds in dienst van de dans. In Akarova's werk stonden die twee aspecten op hetzelfde niveau en konden ze elkaar beïnvloeden."

## Straten en pleinen vernoemd naar Akarova
In 2006 stelde Les Brigittines, het Brusselse Hedendaags Kunstcentrum voor Beweging en Dans, aan de stad Brussel voor om de ruimte achter De Brigittinenkapel een nieuwe naam te geven. De aanleiding was de uitbreiding van kunstcentrum en de verandering van het uitzicht van de bestaande straat achter de Brigittinenkapel. In april 2008 werd de ruimte officieel omgedoopt tot Akarovaplein, ter ere van Akarova die op het vlak van beweging en dans een pionier was voor Brussel. Ook in Elsene werd een straat naar Akarova vernoemd: de Akarovastraat.

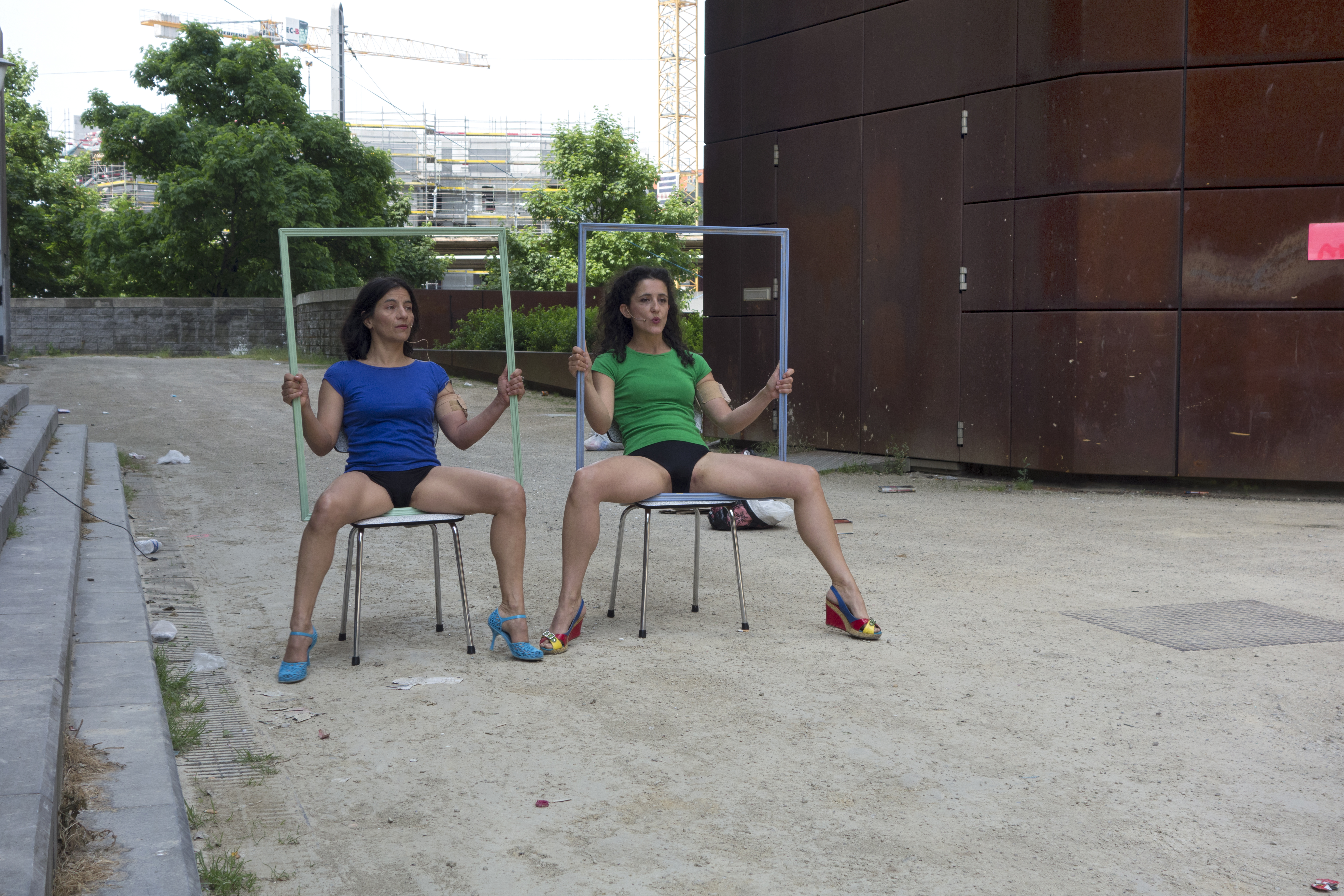
Opvoering van 'I'm Happy to Separate my Legs' in het kader van het project 'Op zoek naar Akarova' op het Akarovaplein / Place Akarova, Brussel / Bruxelles. Choreografen: Johanne Saunier, Ine Claes. Tekst: Martin Crimp. Performers: Johanne Saunier (links), Ine Claes (rechts).

## Tentoonstellingen
In 2018 organiseert la loge, een Brusselse tentoonstellingsruimte die gewijd is aan hedendaagse kunst, architectuur en theorie, de tentoonstelling Voici des fleurs. Het is een groepstentoonstelling die is doordrongen van het artistieke nalatenschap van Akarova. Hedendaagse kunstenaars als Lili Dujourie, Anne Hardy, Pauline Curnier Jardin, Hanne Lippard, Caroline Mesquita, Jurgen Persijn en Ana Torfs, en Leen Voet werden uitgenodigd om werk te tonen naast het werk van Akarova’s work en een vrije, open dialoog aan te gaan met haar ideeën en creatieve dynamiek.
Eerder organiseerde ook al de Archives d'Architecture moderne enkele tentoonstellingen die gewijd waren aan Akarova, o.a. Akarova. Danskostuums - Les costumes à danser in 2014 (in Les Brigitinnes, Brussel) en een tentoonstelling in 1988.

## Archief
Het archief van Akarova bevindt zich, samen met decors en danskostuums, in CIVA in Elsene waar het gedeeltelijk raadpleegbaar is.
- Biblioteca Nacional de España: XX823248
- Bibliothèque nationale de France: cb14514911w (data)
- Gemeinsame Normdatei: 140000887
- International Standard Name Identifier: 0000 0003 6847 7094
- Library of Congress Control Number: nr94013816
- Nederlandse Thesaurus van Auteursnamen: 073812609
- RKD-Nederlands Instituut voor Kunstgeschiedenis: 770
- LIBRIS: 32252
- Système universitaire de documentation: 158879201
- Virtual International Authority File: 49108519
- WorldCat: E39PBJtCGg8jyjDt7tGFDfjXBP